# Бельбо
Бельбо (итал. Belbo) — река в южном Пьемонте на северо-западе Италии. Правый приток реки Танаро. Длина 94,9 км, площадь водосборного бассейна — 468,6 км².

## География
Исток реки на холмах Ланге на границе Лигурии и Пьемонта, недалеко от Монтецемоло. Течёт по территории провинций Кунео, Асти и Алессандрия. Впадает в реку Танаро в районе Алессандрии.

## Наводнения
История Бельбо усеяна катастрофическими наводнениями: например, в 1948 году стремительный поток вызвал разрушительное наводнение, затопившее Канелли и Ниццу Монферрато, или, что ещё хуже, в 1968 году выпавшие 380 мм осадков за несколько часов вызвали настоящую катастрофу — наводнение от истока до устья, затопив Санто Стефано Бельбо и Ниццу Монферрато.
Последняя катастрофа, связанная с рекой, произошла в ноябре 1994 года: ливневые дожди привели к разливу Бельбо вместе с Танаро, вызвав наводнение во многих городах двух регионов Пьемонта и Лигурии.